# Potamotrygon tigrina
Potamotrygon tigrina är en rockeart som beskrevs av de Carvalho, Sabaj Perez och Lovejoy 20. Potamotrygon tigrina ingår i släktet Potamotrygon och familjen Potamotrygonidae. Inga underarter finns listade i Catalogue of Life.